# Raccolto amaro (film 1985)
Raccolto amaro (Bittere Ernte) è un film di Agnieszka Holland del 1985. Fu candidato all'Oscar al miglior film straniero.